# Challenger Salinas 1998
Il Challenger Salinas 1998 è stato un torneo di tennis facente parte della categoria ATP Challenger Series nell'ambito dell'ATP Challenger Series 1998. Il torneo si è giocato a Salinas in Ecuador dal 9 al 15 marzo 1998 su campi in cemento.

## Vincitori

### Singolare
André Sá ha battuto in finale  Guillermo Cañas con il punteggio di 7–5, 5–7, 6–4

### Doppio
David DiLucia /  Michael Sell hanno battuto in finale  Mariano Hood /  Sebastián Prieto con il punteggio di 7–6, 6–4